# Viorica Dăncilă
Vasilica Viorica Dăncilă, född 16 december 1963 i Roșiorii de Vede, är en rumänsk politiker tillhörande Socialdemokratiska partiet (PSD), som från 29 januari 2018 till 4 november 2019 var Rumäniens premiärminister. Tidigare har hon bland annat varit europaparlamentariker.

## Tidiga karriär
Dăncilă föddes i Roșiorii de Vede i Teleormans län i södra Rumänien. Mellan 1983 och 1988 studerade hon till ingenjör vid Universitatea Petrol-Gaze i Ploiești och arbetade därefter inom olje- och gasindustrin samt som lärare vid ett industrigymnasium i Videle. 1996 började hon engagera sig partipolitiskt och har genom åren haft ett flertal poster inom det lokala styret i Teleormans län.

## Som Europaparlamentariker
2009 valdes hon in som ledamot i Europaparlamentet, där hon tillhörde Gruppen Progressiva förbundet av socialdemokrater i Europaparlamentet. 2014 blev hon vald för en andra mandatperiod. I Europaparlamentet var hon ledamot i Europaparlamentets utskott för kvinnors rättigheter och jämställdhet mellan kvinnor och män samt ersättare i Europaparlamentets utskott för jordbruk och landsbygdens utveckling.

## Som premiärminister
Dăncilă nominerades som premiärministerkandidat av PSD den 17 januari 2018 efter att den tidigare premiärministern Mihai Tudose avsatts två dagar tidigare. Nomineringen godkändes formellt av Rumäniens president Klaus Iohannis och hon valdes officiellt den 29 januari. Viorica Dăncilă var Rumäniens första kvinnliga premiärminister.